# Basílio
Valdeci Basílio da Silva (ur. 14 lipca 1972) – brazylijski piłkarz występujący na pozycji napastnika.

## Kariera klubowa
Od 1993 do 2011 roku występował w klubach XV de Novembro Jaú, Andradina, Internacional Bebedouro, Olímpia, São José, Coritiba, Kashiwa Reysol, SE Palmeiras, Ituano, Ponte Preta, Grêmio, Marília, Santos FC, Tokyo Verdy, Itumbiara, Ipatinga, Grêmio Barueri i Sertãozinho.